# 319년

## 연호
- 동진(東晉) 대흥(大興) 2년
- 성한(成漢) 옥형(玉衡) 9년
- 전조(前趙) 광초(光初) 2년
- 전량(前凉) 건흥(建興) 7년

## 기년
- 동진(東晉) 원제(元帝) 3년
- 신라(新羅) 흘해 이사금(訖解泥師今) 10년
- 고구려(高句麗) 미천왕(美川王) 20년
- 백제(百濟) 비류왕(比流王) 16년